# Ivana Kronja
Ivana Kronja (Beograd, 1970.) je srpska filmološkinja i teoretičarka kulture i medija čija se multidisciplinarna teorijska istraživanja i radovi fokusiranju na srpski i post-jugoslovenski igrani i dokumentarni film, estetiku muzičkog videa i estetiku avangardnog filma kao i autorski, eksperimentalni i LGBTQ film, zatim studije kulture, rodne studije medija i filma i turbo-folk.  

## Biografija
Ivana Kronja je diplomirala, magistrirala (1998) i doktorirala (2010) na Fakultetu dramskih umetnosti u Beogradu s doktorskom tezom »Rodne teorije avangardnog i neoavangardnog filma«. Završila jednogodišnji postdiplomski program u Centru za ženske studije u Beogradu 1999/2000. Stipendistkinja je Britanske vlade za doktorsko istraživanje na Univerzitetu Oksford (2003-2003) i gostujuća predavačica na Univerzitetu u Beču 2009. I 2013. godine.
Članica je Srpskog ogranka međunarodnog udruženja filmskih kritičara FIPRESCI i Srpske filmske akademije (AFUN) i profesor na Odseku za umetnost i dizajn Visoke poslovne akademije u Beogradu gde predaje filmsku i medijsku estetiku od 2003. godine. Aktivno se bavi filmskom kritikom u regionu i sarađuje na više filmskih festivala u Srbiji.  Autorka je brojnih naučnih radova u časopisima Slovo, Anthropology of East Europe Review, Film Criticism, Ethnologia Balkanica, The New Review of Film and Television Studies, Kinokultura, Kultura, Novi Filmograf, Republika, TFT, QT, u zbornicima radova i knjigama „Stereotipizacija: Predstavljanje žena u štampanim medijima u Jugoistočnoj Evropi" , „Uvođenje mladosti/Introducing Youth: Self Reflections on Serbian Cinema" , „Dušan Makavejev: Eros, Ideology, Montage"

## Bibliografija - izbor
- „Smrtonosni sjaj: Masovna psihologija i estetika turbo-folka" (2001) [9]
- „Estetika avangardnog i eksperimentalnog filma: Telo, rod i identitet. Evropa – SAD – Srbija“ (2020)[10]
- „Neke autorske tendencije u savremenom slovenačkom filmu: nostalgija, kritika, angažman" (2018)[11]
- „Social horror": A critical analysis of ideological and poetic function of the motive of victim in the contemporary Serbian film (2016)[12]
- „Čovjek tranzicije u mas-medijskom društvu (slučaj Srbija)" (2022)[13]